# Cattivissimo me (franchise)

Logo del franchise

Cattivissimo me (Despicable Me) è un media franchise di film d'animazione creato dalla Illumination nel 2010: la serie comprende 4 film principali, 2 prequel/spin-off e 18 cortometraggi.

## Sviluppo
Quando si concluse la serie televisiva The Office, l'attore Steve Carell e il produttore Chris Meledandri, insieme agli sceneggiatori Cinco Paul e Ken Daurio si riunirono per ideare un nuovo progetto che portò alla realizzazione del primo film della saga, Cattivissimo me (2010) che si rivelò un grande successo in tutto il mondo incassando oltre 540 milioni di dollari, vennero quindi realizzati tre sequel diretti, due prequel e numerosi cortometraggi oltre a un vasto merchandising.

### Edizione italiana
Le versioni italiane della saga sono state dirette da Fiamma Izzo per Cattivissimo me, Cattivissimo me 2 e Minions e da Marco Guadagno a partire da Cattivissimo me 3. Le uniche voci italiane ad essere rimaste in tutta la saga sono Max Giusti, Nanni Baldini, Carlo Cosolo e Manuela Andrei nei ruoli di Gru, Nefario, Silas Caprachiappa e Marlena. Il personaggio di Lucy è stato doppiato da Arisa nel secondo e nel terzo film e da Carolina Benvenga nel quarto film. I Minions sono stati interamente doppiati (con diverse modifiche nei dialoghi) nel primo film, nel secondo si è mantenuta la versione originale di Pierre Coffin con alcune integrazioni in italiano (in entrambi i casi a doppiare i personaggi sono Oreste Baldini, Manfredi Aliquò e Francesco De Francesco), mentre a partire da Minions la totalità dei dialoghi appartiene a Coffin, con sue registrazioni apposite per i termini che richiedono traduzione. I sei antagonisti (Vector Perkins, El Macho, Regina, Scarlett Sterminator, Balthazar Bratt e Maxime Le Mal) hanno rispettivamente le voci dei doppiatori Edoardo Stoppacciaro, Neri Marcorè e Gilberta Crispino e degli attori Luciana Littizzetto, Paolo Ruffini e Stefano Accorsi. Il personaggio di Agnes ha subito tre recasting per via della crescita delle sue doppiatrici, nei primi due capitoli è doppiato da Arianna Vignoli, nel terzo da Sara Tesei e nel quarto da Luna Tosti, mentre Margo e Edith sono state doppiate da Rossa Caputo e Veronica Benassi nei primi tre capitoli e da Marta Filippi e Giulietta Rebeggiani nel quarto.

## Film
| Film                                      | Data di uscita   | Regia                                       | Sceneggiatura               | Produttori                                   |
| Serie principale                          | Serie principale | Serie principale                            | Serie principale            | Serie principale                             |
| ----------------------------------------- | ---------------- | ------------------------------------------- | --------------------------- | -------------------------------------------- |
| Cattivissimo me                           | 9 giugno 2010    | Pierre Coffin e Chris Renaud                | Ken Daurio, Cinco Paul      | Chris Meledandri, John Cohen e Janet Healy   |
| Cattivissimo me 2                         | 5 giugno 2013    | Pierre Coffin e Chris Renaud                | Ken Daurio e Cinco Paul     | Chris Meledandri e Janet Healy               |
| Cattivissimo me 3                         | 14 giugno 2017   | Pierre Coffin, Kyle Balda e Eric Guillon    | Ken Daurio e Cinco Paul     | Chris Meledandri e Janet Healy               |
| Cattivissimo me 4                         | 3 giugno 2024    | Chris Renaud                                | Mike White e Ken Daurio     | Chris Meledandri e Brett Hoffman             |
| Prequel/Spin-off                          |                  |                                             |                             |                                              |
| Minions                                   | 10 luglio 2015   | Pierre Coffin e Kyle Balda                  | Brian Lynch                 | Chris Meledandri e Janet Healy               |
| Minions 2 - Come Gru diventa cattivissimo | 1º luglio 2022   | Kyle Balda, Brad Ableson e Jonathan del Val | Brian Lynch e Matthew Fogel | Chris Meledandri, Janet Healy e Chris Renaud |
| Minions 3                                 | 1 luglio 2026    |                                             |                             |                                              |

### Serie principale

#### Cattivissimo me(2010)
È il primo film prodotto dalla Illumination e ha debuttato per la prima volta al Festival cinematografico internazionale di Mosca il 19 giugno 2010. Il film ha ricevuto recensioni positive da parte dalla critica e ha guadagnato 543,2 milioni di dollari in tutto il mondo, diventando il 9° film con il maggior incasso del 2010.
Inoltre, è stato nominato come miglior film d'animazione ai Golden Globe Awards, BAFTA Awards e Annie Awards.

#### Cattivissimo me 2(2013)
Nel luglio del 2010 il fondatore della Illumination Entertainment Chris Meledandri dichiarò che un sequel di Cattivissimo me era in fase di sviluppo. Successivamente, il 7 febbraio 2012, lo stesso Meledandri dichiarò che era incominciata la fase d'animazione del film.
Il film, come il precedente, è diretto da Pierre Coffin e Chris Renaud e scritto da Ken Daurio e Cinco Paul.

#### Cattivissimo me 4(2024)
Lo sviluppo di Cattivissimo me 4 è iniziato a settembre 2017. Il film è stato confermato ufficialmente nel febbraio 2022, con il veterano regista del primo film di Cattivissimo me (2010) Chris Renaud, Patrick Delage e Mike White rispettivamente come regista, co-regista e sceneggiatore, e una data di uscita annunciata per luglio 2024. La produzione è iniziata a giugno 2022, con Steve Carell che ha iniziato la sua registrazione vocale dopo un "paio di sessioni". Nel gennaio 2024 è stato annunciato che Will Ferrell, Joey King, Sofia Vergara, Stephen Colbert, Chloe Fineman e Madison Polan si uniranno al cast vocale, con Ferrell, King, Vergara e Polan (che sostituisce Nev Scharrel) che daranno la voce rispettivamente a Maxime Le Mal, Poppy, Valentina e Agnes. È stato anche annunciato che il produttore esecutivo di Super Mario Bros. - Il film (2023), Brett Hoffman, e lo sceneggiatore di lunga data di Cattivissimo me e Illumination, Ken Daurio, sono stati aggiunti rispettivamente come co-produttore e co-sceneggiatore.

### Prequel/Spin-off

#### Minions(2015)
Il 21 agosto 2012 venne annunciato il film per il 19 dicembre 2014. Il 20 settembre 2013 la data di uscita venne spostata al 10 luglio 2015. I motivi di questo cambiamento sono da ricercare nel successo avuto dal film Cattivissimo me 2, distribuito a luglio, periodo favorevole per gli incassi negli Stati Uniti.
Sempre in Cattivissimo me 2, si scopre che nei titoli di coda si può vedere Kevin, Stuart e Bob che fanno dei provini per il loro futuro film.
Il 4 novembre 2014 è stato pubblicato online il primo trailer del film.

#### Minions 2 - Come Gru diventa cattivissimo(2022)
Il 25 gennaio 2017 venne annunciato il sequel, previsto per il 2020. Il 21 maggio 2019 venne svelato il titolo originale, Minions:The Rise of Gru. Il titolo italiano venne svelato con il primo trailer ufficiale, che è Minions 2: Come Gru diventa cattivissimo.

## Cortometraggi
- Home Makeover (2010)
- Orientation Day (2010)
- Banana (2010)
- Puppy (2013)
- Panic in the Mailroom (2013)
- Training Wheels (2013)
- Binky Nelson Unpacified (2015)
- Competition (2015)
- Cro Minion (2015)
- Mower Minions (2016)
- The Secret Life of Kyle (2017)
- Yellow is the New Black (2018)
- Santa's Little Helpers (2019)
- Minion Scouts (2019)
- Minions & Monsters (2021)
- Post Modern Minion (2022)
- Mooned (2023)
- Midnight Mission (2024)

## Personaggi

### Buoni
- Gru
- Minion
- Le ragazze (Margo, Edith e Agnes)
- Gru Jr.
- Lucy Wilde
- Prof. Nefario
- Dru
- Marlena (Mamma di Gru e Dru)
- Fritz (Maggiordomo di Dru)
- Silas Caprachiappa (Direttore AVL)
- Valerie Da Vinci (Membro AVL)
- Maestra Chow (Maestro di Kung Fu)

### Cattivi
- Vector Perkins
- Signor Perkins (Papà di Vector)
- Miss Hattie (Lavoratrice dell'orfanotrofio)
- Eduardo Perez / El Macho
- Balthazar Bratt
- Clive (Robot di Bratt)
- Scarlet Sterminator (Prima cattiva donna)
- Herb Sterminator (Marito di Scarlet)
- Malefici 6 (Willy Krudo, Regina, Claude-Chelà, Svendicator, Mano di Ferro, Monachaku)
- Maxime Le Mal
- Valentina (Fidanzata di Maxime)

## Accoglienza

### Incassi
Il franchise di Cattivissimo me ha incassato in totale oltre 5,6 miliardi di dollari, diventando così il franchise di film d'animazione con il maggior incasso e il quindicesimo franchise cinematografico con il maggior incasso di tutti i tempi.
| Film                                      | Data di uscita USA | Incassi ($)  | Incassi ($)    | Incassi ($) | Classifica   | Classifica | Budget ($) |
| Film                                      | Data di uscita USA | Nord America | Internazionale | Mondiale    | Nord America | Mondiale   | Budget ($) |
| ----------------------------------------- | ------------------ | ------------ | -------------- | ----------- | ------------ | ---------- | ---------- |
| Cattivissimo me                           | 9 giugno 2010      | 251683815    | 292490717      | 544174973   | 157          | 231        | 69000      |
| Cattivissimo me 2                         | 5 giugno 2013      | 368065385    | 602700620      | 970766005   | 66           | 61         | 76000      |
| Minions                                   | 10 luglio 2015     | 336045770    | 823398892      | 1159457503  | 82           | 29         | 74000      |
| Cattivissimo me 3                         | 14 giugno 2017     | 264624300    | 770175831      | 1034800131  | 142          | 50         | 80000      |
| Minions 2 - Come Gru diventa cattivissimo | 1 luglio 2022      | 370549695    | 569933000      | 940482695   | 63           | 74         | 80000      |
| Cattivissimo me 4                         | 3 giugno 2024      | 361004205    | 611017205      | 972021410   | 69           | 62         | 100000     |
| Totale                                    | Totale             | 1951973170   | 3669716265     | 5621702717  |              |            | 479000     |

### Riconoscimenti
I primi due film e Minions sono stati nominati per il BAFTA Award come miglior film d'animazione.
Tre film di Cattivissimo me hanno ricevuto ciascuno una nomination per il Critics' Choice Movie Award come miglior film d'animazione.